# ژوزف ماله
ژوزف ماله (فرانسوی: Joseph Mallet‎) دوچرخه‌سوار اهل فرانسه بود.  وی در بازی‌های المپیک تابستانی ۱۹۰۰ شرکت کرده است.